# Gherardo Ugolini
Gherardo Ugolini (Brescia, 28 giugno 1960) è un filologo classico e grecista italiano.

## Biografia
Gherardo Ugolini ha conseguito la maturità classica presso il Liceo ginnasio statale Arnaldo nel 1979 e ha poi studiato Lettere classiche presso l'Università degli Studi di Pavia, essendo al tempo stesso alunno del Collegio Ghislieri; si è laureato nel 1984 in Letteratura greca sotto la direzione di Diego Lanza con una tesi sull’Edipo re di Sofocle.
Successivamente ha ottenuto una borsa di studio presso la Ludwig-Maximilians-Universität di Monaco di Baviera, dove ha conseguito il dottorato di ricerca tedesco in Filologia classica sotto la guida del professor Hellmut Flashar con una tesi sul mito di Tiresia; ha conseguito un secondo dottorato di ricerca, in Scienze storiche, presso la Scuola Superiore di Studi Storici di San Marino sotto la guida di Luciano Canfora con una tesi su Sofocle.
È stato docente all'Università di Heidelberg dal 1992/1993 al 1998/1999 e all'Università Humboldt di Berlino dal 1999/2000 al 2007/2008. Dal 2008 al 2012 ha insegnato Filologia classica all'Università degli Studi di Verona nell'ambito del programma “Rientro cervelli”; dal 2012 è stato inquadrato come professore associato di Filologia classica presso l'Università di Verona.
Nel 2016 ha vinto il Premio Nazionale di Editoria Universitaria, area D (Scienze dell'antichità, filologico-letterarie e storico-artistiche) con l'opera Storia della filologia classica, curata assieme al professor Diego Lanza.
Come giornalista pubblicista ha collaborato e collabora con varie testate tra cui Corriere d'Italia, Diario della Settimana, l'Unità, Giornale di Brescia (di cui è editorialista).

## Opere
Si è occupato prevalentemente di filosofia presocratica, tragedia greca, fortuna dell'antico e del giovane Nietzsche filologo. Ha pubblicato le seguenti monografie:
- Friedrich Nietzsche, il mito di Edipo e la polemica con Wilamowitz, Estratto da: Quaderni di storia, 34, 41-61 Edizioni Dedalo, Bari  1991[3]
- Tiresia e i sovrani di Tebe: il topos del litigio, Giardini, Pisa, 1991
- Lexis. Lessico per radici della lingua greca, Atlas, Bergamo 1992 ISBN 88-268-0567-9
- Teiresias. Untersuchungen zur Figur des Sehers Teiresias in den mythischen Überlieferungen und in der Tragödie, G. Narr, Tübingen 1995 ISBN 3-8233-4871-X
- Sofocle e Atene. Vita politica e attività teatrale nella Grecia classica, Carocci, Roma 2000 (rist. 2011) ISBN 88-430-1484-6
- Guida alla lettura della Nascita della tragedia di Nietzsche, Laterza, Roma/Bari 2007 ISBN 978-88-420-8184-5
- Jacob Bernays e l'interpretazione medico-omeopatica della catarsi tragica [con traduzione del saggio di Bernays, Grundzüge der verlorenen Abhandlung des Aristoteles über Wirkung der Tragödie (1857)], Cierre Grafica, Verona 2012 ISBN 978-88-95351-76-6
- (con Diego Lanza) Storia della Filologia Classica, Carocci, Roma 2016 ISBN 978-88-430-8059-5[4]